# Трейси, Найл
Найл Трейси (англ. Niall Treacy; род. 22 июля 2000 года в Хенли-ин-Ардене, Великобритания) — британский шорт-трекист, серебряный призёр чемпионата Европы. Выступает за клуб «Mohawks Ice Racing Club».

## Спортивная карьера
Найл Трейси родился в небольшом городке Хенли-ин-Арден, но начал кататься на коньках в Солихалле вслед за своими старшими братьями Фарреллом и Итаном. В возрасте 8 лет он решил заняться шорт-треком, вступив в клуб «Mohawks Ice Racing Club». Уже в марте 2009 года он участвовал на чемпионате Великобритании среди мальчиков до 9 лет, а в 2013 и 2014 годах занимал 1-е место в абсолютном зачёте среди юниоров.
В 2015 и 2016 годах Найл становился вторым среди юниоров в своей стране, а в 2017 году был знаменосцем сборной Великобритании на Европейском юношеском олимпийском фестивале в Эрзуруме. В том же году сошёл в состав сборной и в марте 2018 года впервые участвовал на чемпионате мира среди юниоров. Через год дебютировал на чемпионате Европы в Дордрехте, где занял 8-е место с командой в эстафете.
В 2020 году Найл на очередном чемпионате Европы в Дебрецене занял 18-е место в многоборье. В ноябре 2021 года он финишировал 4-м на этапе Кубка мира в Дебрецене в забеге на 1000 метров и занял общее 15-е место в Кубке мира, тем самым квалифицировался на Олимпиаду. В феврале 2022 года на зимних Олимпийских играх в Пекине он финишировал на 27-м месте на дистанции 1000 м. В 2023 году на чемпионате Европы в Гданьске занял 9-е место в беге на 500 м и 7-е в мужской эстафете.
В марте на чемпионате мира в Сеуле он занял 15-е место в забеге на 1000 м и 16-е на 1500 м. В декабре на 3-м этапе Кубка мира в Пекине на дистанции 1000 метров Найл Трейси улучшил свой уже рекордный результат 1:23,420, показанный в октябре. В январе 2024 года на чемпионате Европы в Гданьске завоевал серебряную медаль на дистанции 1000 м и занял 5-е место в мужской эстафете. Следом на чемпионате мира в Роттердаме занял 10-е место в мужской эстафете и лучшее 21-е место в забеге на 1500 м.

## Личная жизнь и семья
Найл Трейси изучает промышленную экономику в Ноттингемском университете. Он поддерживает английский футбольный клуб «Бирмингем Сити», любит теннис, «Формулу-1». В настоящее время проживает в Ноттингеме. Его братья Фаррелл и Итан оба представляли Великобританию в шорт-треке. Фаррелл участвовал в зимних Олимпийских играх в 2018 и 2022 годах, а Итан дебютировал на Кубке мира в 2018 году. Ещё один старший брат Джош никогда особо не интересовался спортом.